# Auvergne (ancienne région administrative)
Cet article concerne l'ancienne région administrative. Pour la région culturelle et historique, voir Auvergne. Pour les homonymes, voir Auvergne (homonymie).
1941–2015
Entités précédentes :
- Indirectement : 
 Duché d'Auvergne 
 Dauphiné d'Auvergne 
 Duché de Bourbon

Entités suivantes :
- Auvergne-Rhône-Alpes

L'Auvergne est une ancienne région administrative française qui regroupait les quatre départements de l'Allier, du Cantal, de la Haute-Loire et du Puy-de-Dôme. Préfecture régionale en 1941, circonscription d'action régionale en 1960, elle a eu le statut de collectivité territoriale entre 1982 et 2015. Sa préfecture et siège du conseil régional était Clermont-Ferrand.  

## De la province aux départements
En 1790, la province d'Auvergne disparaît. Elle est remplacée par trois départements : le Cantal, le Puy-de-Dôme, la Haute-Loire (formée par la partie restante du Brivadois associée au Velay). Le Bourbonnais a donné approximativement le département de l'Allier.

## Les différentes propositions de regroupement régional
Dès la fin du XIXe siècle, les géographes, Pierre Foncin ou Paul Vidal de La Blache étudient un regroupement des départements sur critères géographiques. Ils proposent la création d’une « région Massif central » elle-même subdivisée en trois sous régions dont la composition était la suivante : Allier, Cantal, Haute-Loire, Puy-de-Dôme, sud-ouest de la Saône-et-Loire et Loire (moins la région de Saint-Étienne) - Corrèze, Creuse et Haute-Vienne, Aveyron et Lozère.
En 1947, dans son ouvrage Paris et le désert français, Jean-François Gravier décrit le gonflement disproportionné de Paris et apporte des solutions concrètes basées sur une décentralisation poussée. Il propose la création de régions. L'Auvergne selon lui serait composée de l'Allier, du sud de la Nièvre, du Puy-de-Dôme, du Cantal agrandi du Barrez, de l'arrondissement de Brioude dans la Haute-Loire plus les trois départements du Limousin (Creuse, Corrèze, Haute-Vienne). En 1958 il publie une carte de 18 régions. Dans celle-ci l'Auvergne et le Limousin sont réunis car pour lui les régions trop faiblement peuplées ou sans grande métropole régionale sont trop faibles.
En 1960, Jean Labasse fait une proposition qui accorde le nombre de régions avec le nombre de métropoles régionales. La région construite autour de Clermont-Ferrand associe les quatre département de la région d'Auvergne avec les trois du Limousin ainsi que la Lozère, le Cher, la Nièvre et l'Indre.
Le 5 mars 2009 dans le Rapport au président de la République du Comité pour la réforme des collectivités locales, Édouard Balladur fait une proposition de loi qui propose de fusionner les régions Auvergne et Limousin.

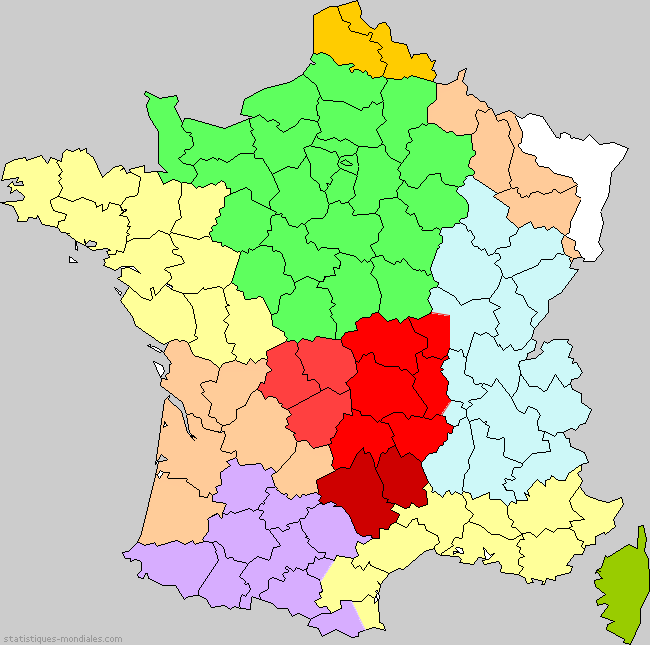
Proposition Vidal de la Blache 1903
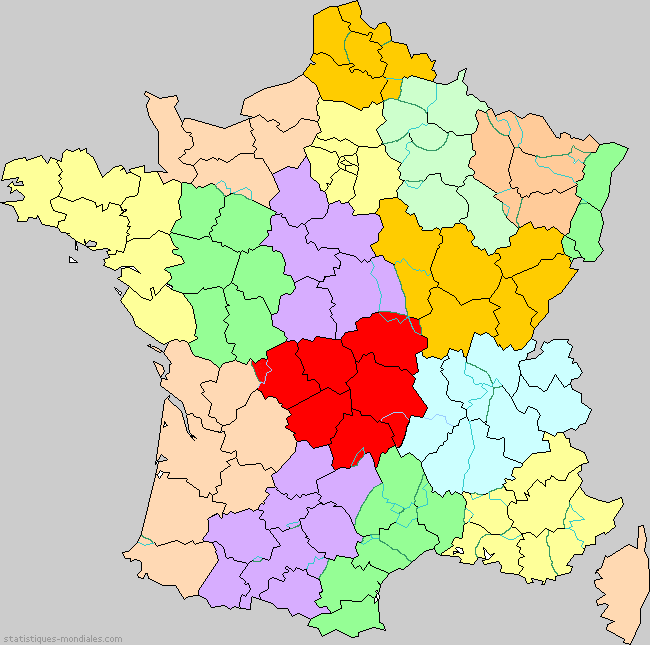
1re Proposition Gravier - 1947
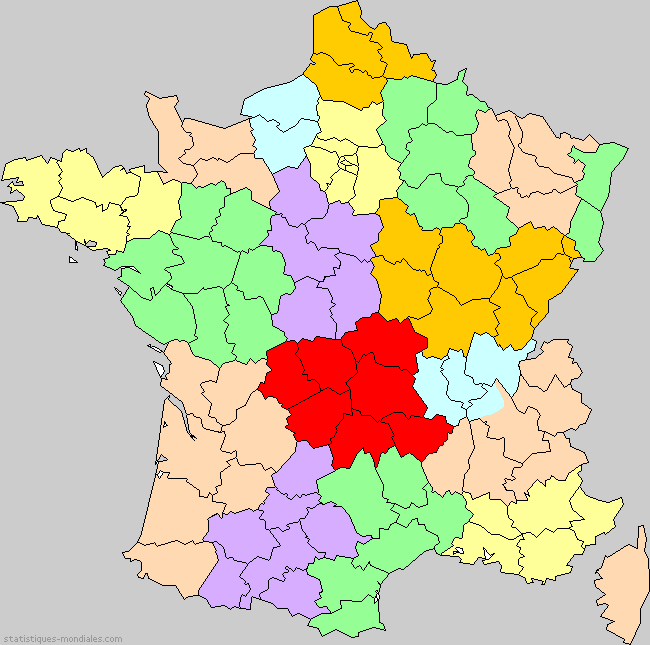
2e Proposition Gravier - 1958
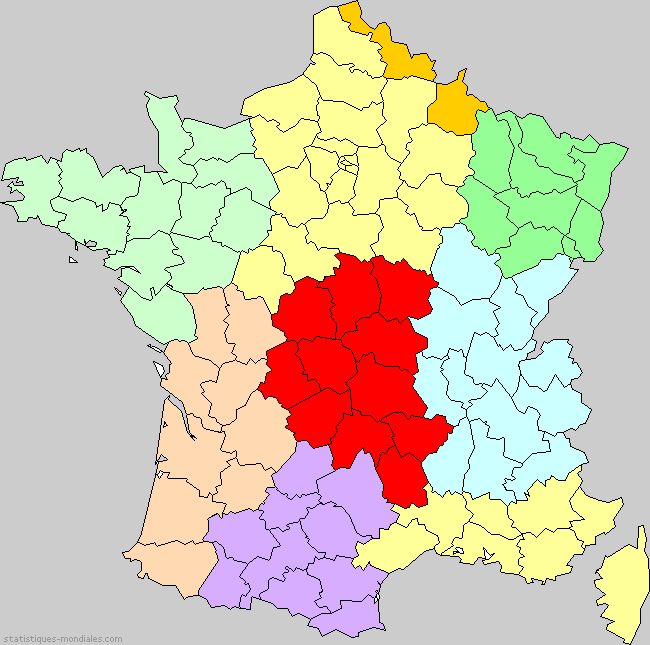
Proposition Labasse - 1960
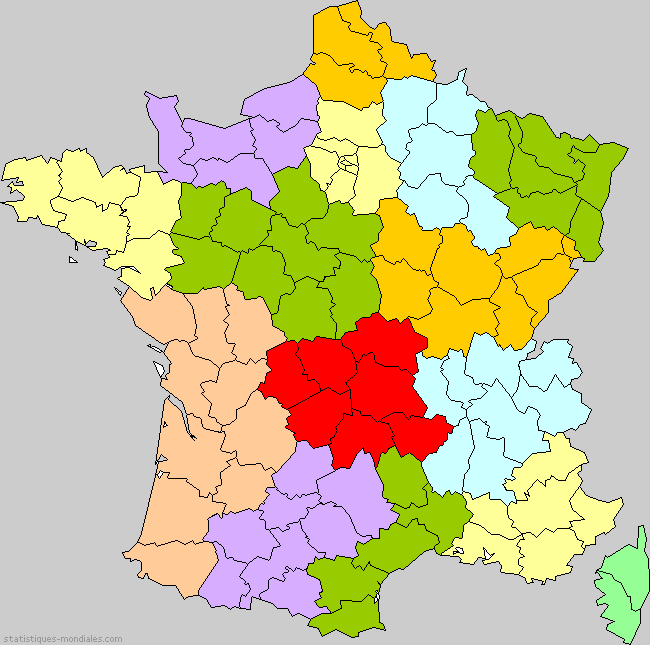
Proposition Balladur - 2009

## Précurseurs de la région administrative
Le 18 mars 1801 la loi du 27 ventôse an VIII crée le Tribunal d'appel correspondant à la juridiction des Cours d'appel. Celle de Riom couvre un territoire composé des quatre départements de l'Allier, du Cantal, de la Haute-Loire et du Puy-de-Dôme qui préfigure la région administrative moderne.
En 1874 le gouvernement de la Troisième République créa les régions militaires. Structures administratives reliées au recrutement, elles étaient composées de deux à cinq départements et comptaient approximativement le même nombre de recrues. La 13e région militaire (Clermont-Ferrand) regroupaient les quatre départements actuels plus celui de la Loire.
Le 5 avril 1919, Étienne Clémentel institua des groupements économiques régionaux ou « régions économiques » qui regroupaient des chambres de commerce. Celle de Clermont-Ferrand regroupait l'Allier, le Puy-de-Dôme et l'arrondissement de Brioude dans la Haute-Loire. Le reste de ce département appartenait à la région de Lyon. Le Cantal, quant à lui dépendait de la région de Toulouse.
En 1926, le gouvernement Poincaré met en place les conseils interdépartementaux de préfecture. Ces collectivités étaient des organismes administratifs qui jugeaient les conflits nés de l'exécution des marchés publics et d’autres contentieux. Pour l’Auvergne le conseil regroupait les quatre départements actuels plus celui de la Lozère.
En 1926, l'administration des postes et télécommunications crée 17 régions postales. Celle de Clermont-Ferrand comportait les mêmes départements : Allier, Cantal, Haute-Loire, Lozère et Puy-de-Dôme.

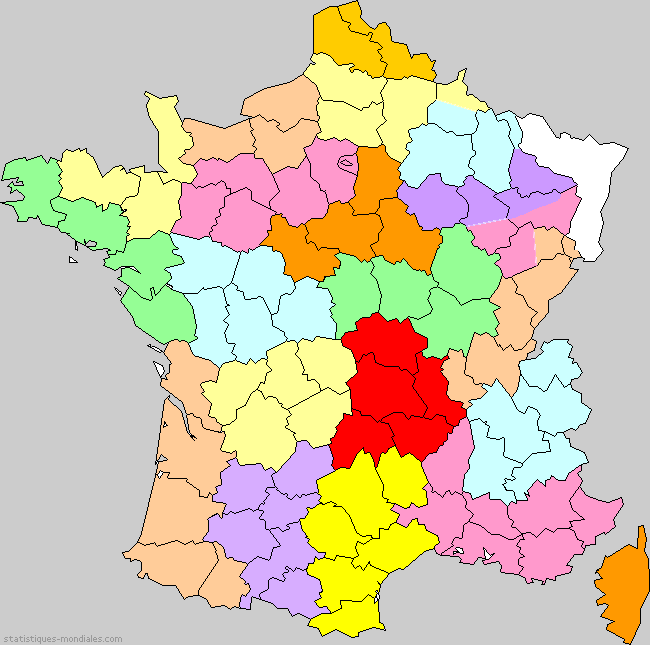
Régions militaires en 1914 (Auvergne en rouge)
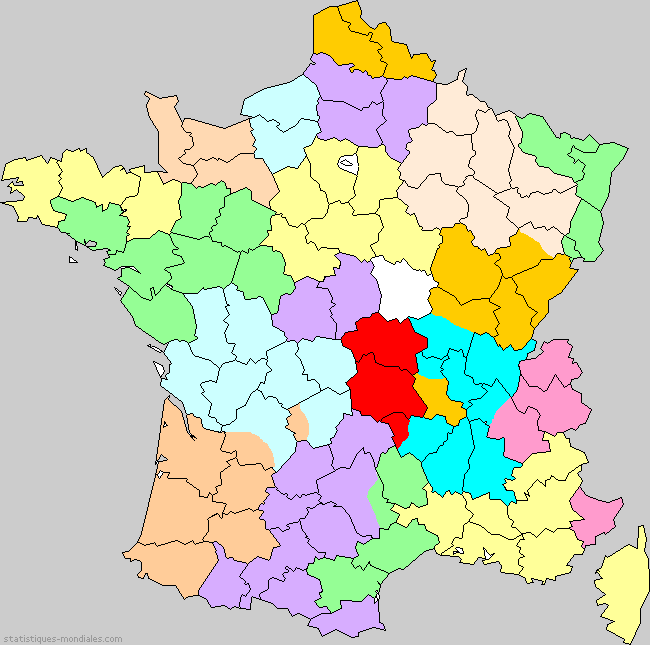
Régions économiques Clémentel - 1919 (Auvergne en rouge)
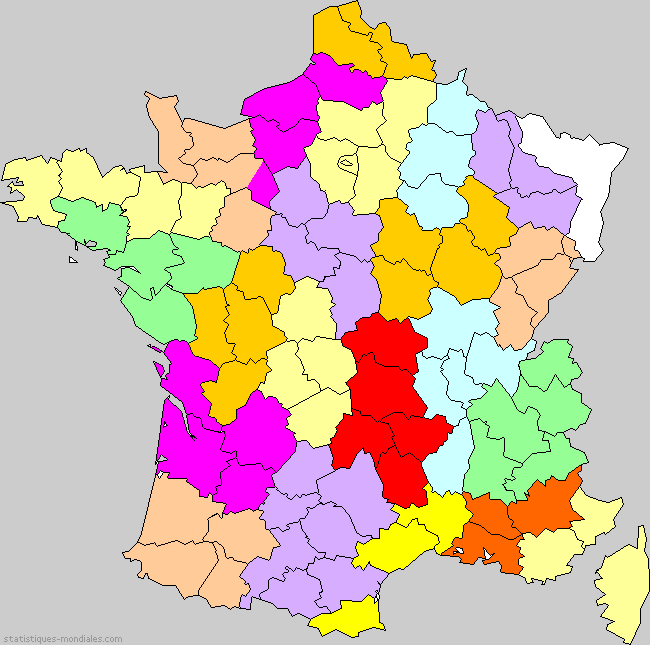
Conseils de préfectures interdépartementaux - 1926. (Auvergne en rouge)
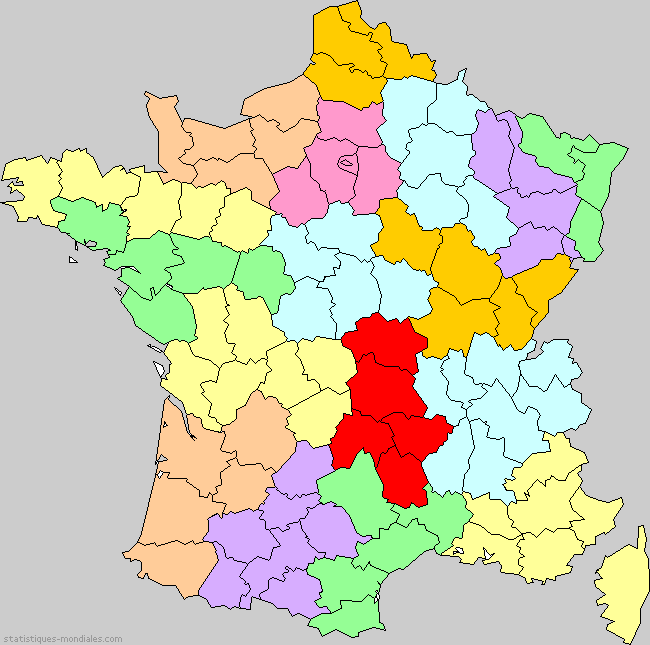
Régions postales - 1926. (Auvergne en rouge)

## La région administrative

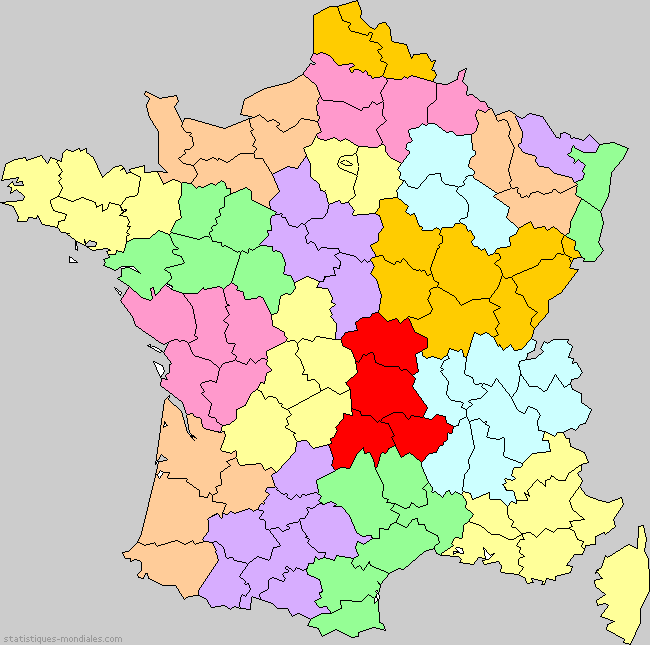
Préfectures régionales État français - 1941. (Région Auvergne en rouge)

Le 13 avril 1941, l'État français crée les préfets régionaux auxquels sont transférés d'importantes attributions économiques et de police. La région de Clermont-Ferrand regroupe les quatre départements actuels.
En 1955, sous la Quatrième République, la France se dote de nouvelles structures intermédiaires entre l'échelon départemental et l'échelon national, ces entités deviennent officiellement à partir de 1972 des régions. La région administrative Auvergne regroupe de nouveau les quatre départements de l'Allier, du Cantal, de la Haute-Loire et du Puy-de-Dôme.
En 1972, la loi fait de la région Auvergne un établissement public régional administré par un conseil régional assisté d'un comité économique et social. La loi de décentralisation de 1982, impulsée par Gaston Defferre, ministre de l'Intérieur et de la Décentralisation, consacre le terme de région et en fait une collectivité territoriale à part entière.

Ancien logo de l'ancienne Région Auvergne.

### Conseil régional d'Auvergne

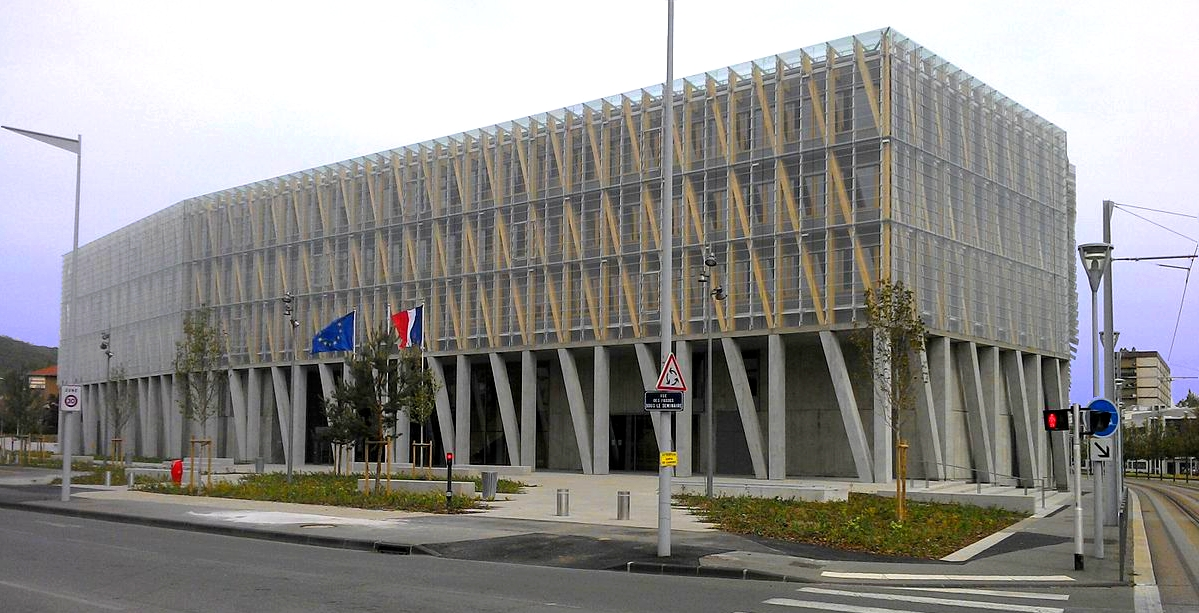
Hôtel de la Région Auvergne à Clermont-Ferrand

Le conseil régional d'Auvergne était l'assemblée délibérante de l'ancienne région, il siégeait à Clermont-Ferrand et était composé de quarante-sept conseillers régionaux dont : 11 pour l'Allier, 5 pour le Cantal, 8 pour la Haute-Loire et 23 pour le Puy-de-Dôme.
| Partis | Partis | Présidents du conseil régional d'Auvergne | Mandat(s) |
| ------ | ------ | ----------------------------------------- | --------- |
|        | UDF    | Jean Morellon                             | 1974-1977 |
|        | RPR    | Augustin Chauvet                          | 1977      |
|        | PS     | Maurice Pourchon                          | 1977-1986 |
|        | UDF    | Valéry Giscard d'Estaing                  | 1986-2004 |
|        | PS     | Pierre-Joël Bonté                         | 2004-2006 |
|        | PS     | René Souchon                              | 2006-2015 |

## Disparition de la région

### La proposition de la commission Balladur

Étude no 1 (15 régions). L'Auvergne est réunie au Limousin, Rhône-Alpes reste en l'état.

Étude no 2 (15 régions). L'Auvergne et Rhône-Alpes sont réunies.

En 2009, le Comité pour la réforme des collectivités locales, dirigé par l'ancien Premier ministre Édouard Balladur, propose de ramener le nombre de régions françaises de 22 à 15. Le rapport fait deux propositions. La première propose de laisser la région Rhône-Alpes en l'état mais d'unir l'Auvergne avec le Limousin. La seconde propose de réunir l'Auvergne et Rhône-Alpes. Le président de la Région Rhône-Alpes Jean-Jack Queyranne objecte alors que « Rhône-Alpes n'a pas de visées expansionnistes » et qu'il n'envisage pas une fusion entre l'Auvergne et Rhône-Alpes car « une fusion ne correspondrait ni à la réalité ni à l'efficacité économique ». Il en profite pour rappeler que « Rhône-Alpes était déjà une région de taille européenne, qu'elle était plus peuplée que dix États de l'Union européenne » et « qu'il ne voyait pas l'intérêt de s'étendre ». Son homologue auvergnat René Souchon est tout aussi opposé et affirme : « Cette idée est stupide parce que l'Auvergne a une forte identité historique, géographique, économique et la supprimer ne résout rien et n'apporte pas plus d'efficacité ».

### Une réforme mal accueillie
Le 2 juin 2014, dans le cadre de l'Acte III de la décentralisation, le président François Hollande annonce le passage de 22 à 14 régions métropolitaines. Toutes les études proposées dans le cadre du projet envisagent de réunir Rhône-Alpes et l'Auvergne.
La proposition est mal accueillie en Auvergne. Un sondage LH2-SPQR montre alors que 79 % des Auvergnats expriment un attachement fort à leur région, que 50 % sont défavorables au regroupement de leur région avec une autre et que 77 % ont peur de voir leur région disparaître.
Part du PIB par régions en 2015
- Auvergne, 34 Mrd € (14,5 %)
- Rhône-Alpes, 200 Mrd € (85,5 %)

Maxime Maury, directeur régional de la Banque de France pour l'Auvergne souligne que le poids économique de l'Auvergne se situe entre 14 et 17 % du poids de Rhône-Alpes et affirme « qu'il est difficile de parler d'une fusion mais plutôt d'une absorption ». Daniel Dugléry, le président du groupe d'opposition au Conseil régional, n'hésite pas à rajouter : « Notre région n'est pas en état de marche. Rhône-Alpes nous bouffera ».
Vincent Descoeur, le président du conseil général du Cantal, fustige le projet de fusion. Selon lui, il s'agit « du pire scénario pour le département du Cantal. Un scénario qui ignore le Massif central et surtout qui consacre l'éloignement des centres de décision ».
René Souchon, le président du conseil régional d'Auvergne, émet la crainte que, dans le cas où il en aurait la possibilité, le Cantal rejoigne la région de Toulouse et provoque ainsi l'éclatement de l'Auvergne.
Ce dernier propose alors une région regroupant une dizaine de départements du Massif Central. Les négociations entre régions se poursuivant, il propose dans un deuxième temps le regroupement des régions Centre, Auvergne et Limousin,.
À l'inverse, le député-maire du Puy-en-Velay, Laurent Wauquiez prononce un avis favorable. Pour lui, la Haute-Loire a une carte à jouer dans cette réforme alors qu'une grande région au cœur de la France ne le convainc pas.
Dans la région Rhône-Alpes, la proposition gouvernementale suscite moins d'opposition. Pour rassurer ses voisins, Jean-Jack Queyranne affirme « qu'il n'a jamais eu de velléités d'annexion et n'entend pas exercer une centralisation des décisions depuis Lyon ».

### Résignation et compromis
Malgré ces oppositions le gouvernement de Manuel Valls reste ferme. Les deux régions doivent obtempérer et une négociation est initiée. Au terme de celle-ci, il est décidé que les assemblées plénières du conseil régional se feront à Lyon et que les commissions permanentes se feront à Clermont-Ferrand. L'administration des quatre départements auvergnats restera sur le territoire de l'Auvergne pour gérer la proximité.
D'autre part, les deux présidents de région ont décidé du maintien de deux directions de la future grande région (les nouvelles technologies du numérique au service de l'aménagement et du développement des territoires ruraux et de montagne, ainsi que l'agriculture et la forêt) à l'hôtel de région de Clermont-Ferrand.
René Souchon a également émis le souhait que cette déconcentration régionale s'accompagne du maintien d'au moins une administration de l'État à compétence territoriale Auvergne-Rhône-Alpes à Clermont-Ferrand, comme celle de l'agriculture et du développement rural.